# Tachigali micropetala
Tachigali micropetala là một loài thực vật có hoa trong họ Đậu. Loài này được (Ducke) Zarucchi & Pipoly miêu tả khoa học đầu tiên năm 1995.